# Carles Grandó
Carles Grandó (Tuïr, 30 de març del 1889 - Perpinyà, 8 d'abril del 1975) fou narrador, dramaturg i poeta, i un dels activistes més destacats i importants de la recuperació del català a la Catalunya del Nord a inicis del segle xx. També escrigué la lletra de nombroses sardanes. Fou el germà del poeta i escriptor en francès, Renat Grandó, i oncle de l'escriptor, periodista i cineasta René Grando.
A més de la seva activitat literària, Carles Grandó fou secretari general de la Societat d'Estudis Catalans (entre 1915 i 1921) i responsable de la revista la Revue Catalane. Col·laborà a la revista L'Instant -revue franco-catalane. També va ser membre de la Colla del Rosselló, membre d'honor del Grup Rossellonès d'Estudis Catalans (GREC) i un dels membres fundadors de la Companyia dels Jocs Florals de la Ginesta d'Or (1924).

## Obra

### Filologia
- El català al Rosselló monografia dialectal premiada per la Secció filològica de l'Institut d'Estudis Catalans el 1917.
- Elements d'ortografia catalana Ed. Tramontane (1923).
- Vocabulari rossellonès en la Miscel·lània Fabra, Institut d'Estudis Catalans, Coni editor, Buenos Aires (1943).

### Poesia
- El clam roig (1917)[2] - Camille Besse va fer la cançó La veu de les pedres basant-se en poemes d'aquest llibre. («exemplar digitalitzat».)
- Els poetes d'ara, col. antològica, edició Omega, Barcelona (1924) («exemplar digitalitzat».)
- Fa sol i plou, col. La Revista, edició Altés, Barcelona (1932)
- Poesías, ed. G.R.E.C. i Tramuntana, Imprimerie de la charité, Montpellier (1963) («exemplar digitalitzat».)

Poemes presentats als Jocs Florals de Barcelona
- Jo sé una llengua... (1917)
- Els camps rojos (1917)
- Cants de la Rassa. L'Avia; Or i sang; Llegenda (1920)
- Casolanes (1922)
- Nit d'Agost (1926)
- Nit de Setembre (1926)
- Ramellet (1926)
- Marina (1926)
- Acolliment (1931) (Premi extraordinari dels Mantenidors)[4]
- El padrí (1931)

### Teatre
- Amos i domèstics (1 acte) ed. Pique, Perpinyà (comèdia, (1912? o 1913)
- Aqueixa mainada (1 acte) Edició Comet, Perpinyà (comèdia, 2 edicions (1912? o 1913) («exemplar digitalitzat».)
- L'àvia (comèdia musical (2 quadres) música de Renat Manyach amb pròleg musical d'Enric Morera, Ed. Tramontane, Perpinyà (1962? o 1913)

### Prosa: contes i monòlegs
- Fariboles (1917) - quadern de monòlegs i proses, Ed. Comet, Perpinyà.[5]
- Gatimells (1918) - quadern de notes de folklore i de conferències, Ed. Comet, Perpinyà.
- Rossellonenques (1930) - Ed. La Novela Nova, Barcelona (N° 50).

### Folklore i diversos
- Les cris de la rue 3 edicions: Comet, Barrière (Renaissance catalane). («exemplar digitalitzat».)
- Les Chants du terroir (Rosselló) amb música i adaptació frances, dues edicions, Clairac, Aurillac.
- Les superstitions médicales en Roussillon, Ed. Comet. La Gazette Médicale (1912).

- Diferents chors i sardanes:

- L'àvia, La sardana gran, Estiuenca. Mus. d'Enric Morera, Ed. Ibèria, Barcelona.
- Juntes les mans. Mus. de Borgunyó, New-York. Diverses fantasies i cançons (Música de A. Batlle, Gabrielle Dimon Baille, R. Manyach, Renat Llech-Walter, Jordi Barthès, Abat Millasseau, Canonge L. Vergès, Calcet, Josep Fontbernat, Dr Billard. etc)